# Harmoe
harmoe(일본어: ハルモエ 하루모에[*])는 일본의 여자 성우 이와타 하루키와 코이즈미 모에카로 이루어진 성우 유닛이다. 2020년 12월 3일에 결성되어 2021년 3월 1일에 데뷔했다.